# Джей ДеМеріт
Джей Майкл ДеМеріт (англ. Jay Michael DeMerit; нар. 4 грудня 1979, Грин-Бей) — американський футболіст, що грав на позиції захисника. Виступав за національну збірну США.
У складі збірної — володар Золотого кубка КОНКАКАФ.

## Клубна кар'єра
У дорослому футболі дебютував 2001 року виступами за команду клубу «Чикаго Файр».
Згодом з 2003 по 2004 рік грав у складі команд клубів «Саутголл» та «Нортвуд».
Своєю грою за останню команду привернув увагу представників тренерського штабу клубу «Вотфорд», до складу якого приєднався 2004 року. Відіграв за клуб з Вотфорда наступні шість сезонів своєї ігрової кар'єри. Більшість часу, проведеного у складі «Вотфорда», був основним гравцем захисту команди.
2010 року перейшов до клубу «Ванкувер Вайткепс», за який відіграв 4 сезони. Завершив професійну кар'єру футболіста виступами за цей клуб 2014 року.

## Виступи за збірну
2007 року дебютував в офіційних матчах у складі національної збірної США. Протягом кар'єри у національній команді, яка тривала 5 років, провів у формі головної команди країни 25 матчів.
У складі збірної був учасником розіграшу Золотого кубка КОНКАКАФ 2007 у США, здобувши того року титул континентального чемпіона, розіграшу Кубка Америки 2007 у Венесуелі, розіграшу Кубка конфедерацій 2009 у ПАР, де разом з командою здобув «срібло», чемпіонату світу 2010 у ПАР.

## Досягнення
- Володар Золотого кубка КОНКАКАФ: 2007